# Parania geniculata
Parania geniculata är en stekelart som först beskrevs av Holmgren 1857.  Parania geniculata ingår i släktet Parania och familjen brokparasitsteklar. Arten är reproducerande i Sverige. Inga underarter finns listade i Catalogue of Life.